# Aleksandra Shelton
Pour les articles homonymes, voir Socha (homonymie).
Aleksandra Anna Socha, mariée Shelton, née le 30 mars 1982 à Pabianice, est une escrimeuse polonaise, et depuis janvier 2019, américaine, pratiquant le sabre.

## Palmarès
- Championnats du monde
  -  Médaille de bronze aux Championnats du monde d'escrime 2003 à La Havane

- Championnats d'Europe
  -  Médaille d'or aux championnats d'Europe d'escrime 2004 à Copenhague
  -  Médaille d'or par équipes aux championnats d'Europe d'escrime 2008 à Kiev
  -  Médaille d'argent aux championnats d'Europe d'escrime 2011 à Sheffield
  -  Médaille d'argent par équipes aux championnats d'Europe d'escrime 2006 à Izmir
  -  Médaille de bronze aux Championnats d'Europe d'escrime 2013 à Zagreb
  -  Médaille de bronze aux Championnats d'Europe d'escrime 2012 à Legnano
  -  Médaille de bronze par équipes aux Championnats d'Europe d'escrime 2001 à Coblence

### Championnats de Pologne
- entre 1999 et 2009 :
  - 5  Championne de Pologne de sabre